# Равнинный лопатоног
Равнинный лопатоног (лат. Spea bombifrons) — вид бесхвостых земноводных (Anura). 
Общая длина достигает 3—4 см. Наблюдается половой диморфизм — самки крупнее самцов. Голова и туловище довольно широкие и массивные. Глаза с вертикальными зрачками. Имеет ороговевшие выросты с острыми краями на задних лапах — «лопаты», которыми может быстро рыть землю, зарываясь в мягкий грунт за несколько секунд. Кожа относительно сухая, с бородавками. На лбу между глаз расположен костяной бугорок, размером 3—5 см.
Окраска колеблется от коричневого до серого с точечками зелёного цвета. Вдоль спины и по бокам проходят 4 размытые полоски. На брюшке кожа белая, без пятен. У самцов горло по бокам синеватого или сероватого оттенка.
Любит засушливые, полупустынные места. Довольно скрытное земноводное. Активен исключительно ночью или после дождя. Большую часть времени проводит зарывшись в землю. Питается насекомыми, другими беспозвоночными.
Специальным устройством для всасывания воды из чуть влажной почвы (водозаборником) является так называемое «тазовое пятно», пронизанное кровеносными сосудами. У юных норных лопатоногов, американских родственников наших чесночниц, такое тазовое пятно совсем маленькое и занимает всего 5 % всей поверхности тела. Однако его всасывающая способность в 18 раз выше, чем у остальной кожи. Благодаря такому «водозаборному устройству» лопатоноги способны охотиться днем во время летней жары. Сидя на чуть влажной земле, они всасывают такое же количество воды, какое испаряет остальная часть их тела.
Размножаются в мае-августе, после дождей, во временных водоёмах. Крики самцов короткие, напоминают крики уток. Самка откладывает в кладку от 10 до 250 икринок, прикрепляя её к водным растениям в нескольких сантиметрах от поверхности. Головастики длиной до 7 см появляются из икры через 48 часов и развиваются в течение 21—40 дней. Головастики хищные, могут поедать головастиков других видов или даже молодых лягушек. Их ротовой аппарат имеет клювовидный выступ на верхней челюсти и выемку на нижней.
Вид распространён в Канаде (провинции Альберта, Саскачеван), США (штаты Аризона, Арканзас, Колорадо, Айова, Миссури, Монтана, Техас) и Мексике (Чиуауа и Тамаулипас).